# Damir Lončar
Damir Lončar (Osijek, 1961.) je hrvatski kazališni, televizijski i filmski glumac. Angažiran u zagrebačkom kazalištu Komedija od 1994. do danas.

## Filmografija

### Televizijske uloge
- "Minus i plus" kao Filip Kovačević (2019. - pilot); (2021.)
- "Kad susjedi polude" kao Franjo pl. Čajkušić (2018.)
- "TIN: 30 godina putovanja" kao Vlajko Ignjačević (2017.)
- "Novine" kao Josip Vuković (2016.)
- "Crno-bijeli svijet" kao carinik (2015.)
- "Provodi i sprovodi" kao ginekolog (2011.)
- "Tito" kao nadbiskup Franjo Salis Seewis (2010.)
- "Bračne vode" kao Zvonimir "Zvonko" Bandić #1 (2008.)
- "Tužni bogataš" kao Ivo Remetin (2008.)
- "Bitange i princeze" kao Kazin tata Hrastek (2007. – 2009.)
- "Bibin svijet" kao Zdenko Piplica (2007.)
- "Odmori se, zaslužio si" kao Mihovil (2007.)
- "Naša mala klinika" kao Florijan Gavran, Božo Mars (2005. – 2007.)
- "Zlatni vrč" kao Rambo (2004.)
- "Veliki odmor" kao Boris Bekavac (2000.)
- "Naša kućica, naša slobodica" kao Tata (1999.)
- "Obiteljska stvar" kao Ratko Mrkoči (1998.)
- "Luka" kao drug Graovac - Grašo (1992.)

### Filmske uloge
- "Djeca sa CNN-a" kao Rus (2021.)
- "Šegrt Hlapić" kao bogati gospodin (2013.)
- "Cvjetni trg" kao Mičun Bajić Baja (2012.)
- "Čovjek ispod stola" kao Pipa (2009.)
- "Pjevajte nešto ljubavno" kao Božo (2007.)
- "Libertas" kao pjevač-glumac (2006.)
- "Snivaj, zlato moje" kao gospodin Fučkar (2005.)
- "Duga mračna noć" kao tata Kroll (2004.)
- "Doktor ludosti" kao poslovni čovjek (2003.)
- "Ne dao Bog većeg zla" kao Kompin otac Nemeth (2002.)
- "Generalov carski osmijeh" kao Ivica (2002.)
- "Kraljica noći" kao bolesnik #1 (2001.)
- "Chico" (2001.)
- "Veliko spremanje" kao profesor (2000.)
- "Veliki odmor" kao Boris Bekavac (2000.)
- "Srce nije u modi" kao Brca (2000.)
- "Bogorodica" (1999.)
- "Kad mrtvi zapjevaju" kao major JNA (1998.)
- "Božić u Beču" kao Emil (1997.)
- "Anđele moj dragi" kao srpski časnik (1995.)
- "Narodni mučenik" (1993.)
- "Luka" kao drug Graovac - Grašo (1992.)
- "Volio bih da sam golub" (1990.)
- "Obećana zemlja" kao milicajac u sudnici #2 (1986.)
- "Put u raj" kao zastavnik Bandera, Paracelzo i drugi ordinarijus (1985.)

### Sinkronizacija
- "Veliko putovanje 2: Specijalna dostava" kao los (2024.)

### Ostalo
- "Međunarodni dječji festival u Šibeniku": "Matilda" kao gospodin Mrga (2015.); "Buratino" kao Karabas Barabas (2017.)

## Nagrade
- Nagrada za glumačko ostvarenje za ulogu Georga Pidgeona (Luda noć u hotelu President) godine 1994.
- Nagrada na "Marulovim danima" za ulogu Stipe (Bljesak) 1995. godine
- Nagrada na "Marulovim danima za ulogu don Zane (Gloria)
- Zlatna arena za sporednu ulogu na Filmskom festivalu u Puli ("Luka" T. Radića)
- Nagrada hrvatskoga glumišta 2009. za ulogu Feldkurata Otta Katza (Dobri vojak Švejk)

## Vanjske poveznice
- Damir Lončar u internetskoj bazi filmova IMDb-u (engl.)